# Jatka Vaugirard
Jatka Vaugirard jsou bývalá jatka skotu, ovcí a koní ve čtvrti Saint-Lambert v 15. obvodu v Paříži. Na ploše 72 000 m2 byla postavena v letech 1896-1904. Svou činnost ukončila v letech 1976-1978 a v letech 1978-1985 byla téměř zcela zbořena. Zachovány jsou pouze tři budovy, monumentální brány a několik soch včetně dvou býků. Na místě jatek vznikl park Georges-Brassens, který byl v roce 1985 otevřen pro veřejnost.

## Historie
Jatka Vaugirard byla postavena na místě bývalých vinic. Stavbu řídil Ernest Moreau a trvala od roku 1894 do roku 1897.
V roce 1949 natočil Georges Franju dokument o porážce zvířat Le Sang des Bêtes, odehrávající se na jatkách La Villette a Vaugirard.
Po roce 1976 jatka ukončila svou činnost a v roce 1978 byla definitivně uzavřena. Park Georges-Brassens v současné době zabírá jejich místo.

## Popis
Jatka byla obsluhována po železnici ze stanice Vaugirard, která se nacházela na trati Petite Ceinture.
Z vaugirardských jatek se dochovalo několik pozůstatků:
- vstupní pavilony (dnes správa parku)
- staré vstupní brány z kvádříkového zdiva se sochařskou výzdobou
- aukční trh, nad nímž stojí věž vybavená čtyřcifernými hodinami a zvonicí
- koňská hala (sídlí zde antikvariátový knižní trh)
- chlévna (přeměněna na obecní jesle)
- budova veterinárních služeb z pískového kamene a cihel na adrese 106, rue Brancion, v jihovýchodním rohu areálu, nesoucí, kromě jiných ozdob, také basreliéfní sochy na počest Thomase Eugèna Renaulta, Armanda Charlese Goubauxe, Camille Leblanca a Isidora Geoffroye Saint-Hilaire. Jsou na ní sochy koňských hlav doplněné latinským nápisem ANNO 1907, datujícím stavbu.